# Roman Kotliński

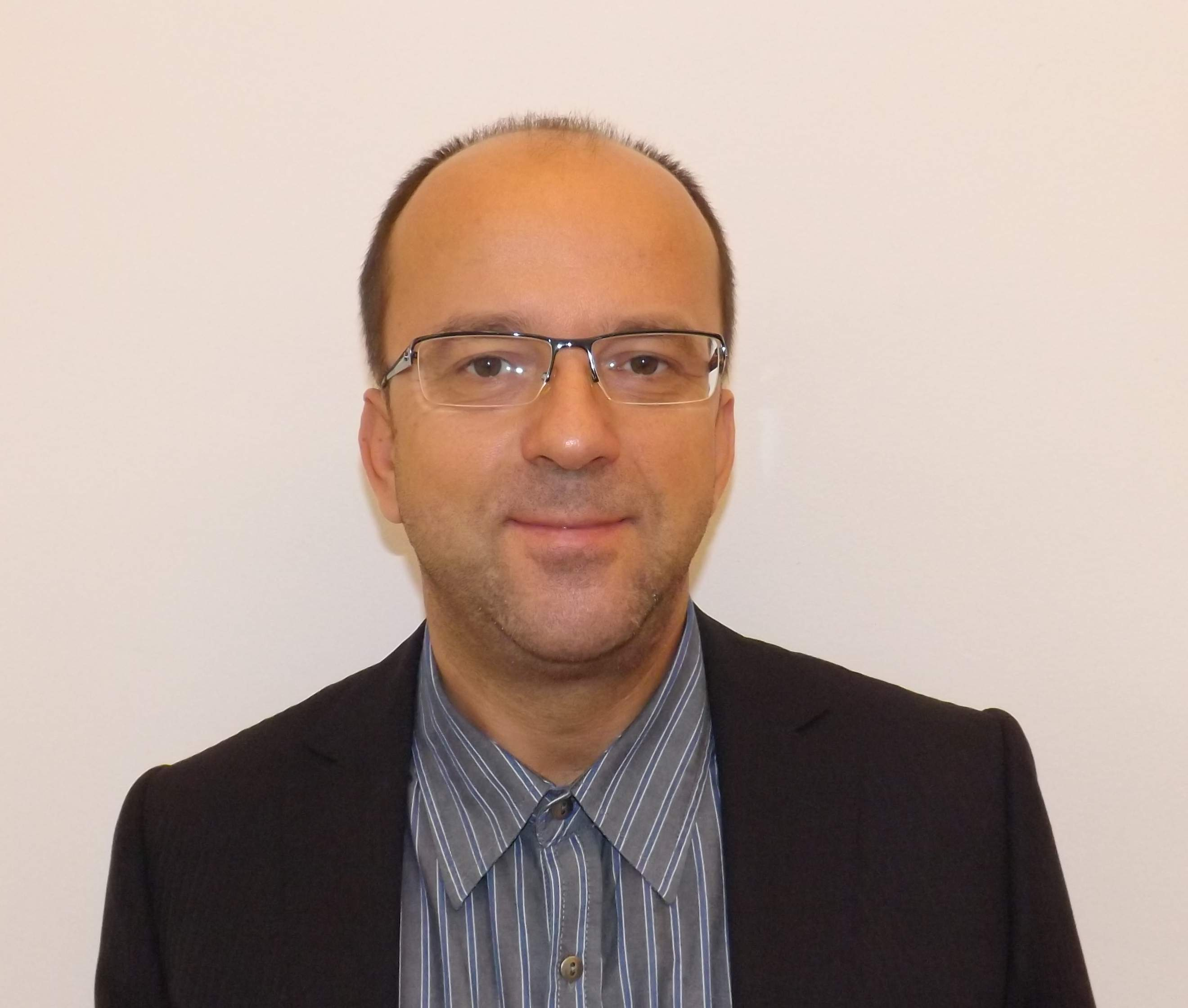
Roman Kotliński (2013)

Roman Kotliński (* 15. März 1967 in Koło) ist ein polnischer Politiker, Autor, Verleger und ehemaliger katholischer Priester.

## Leben
1986 bis 1989 studierte er am Priesterseminar in Włocławek, nach einem Jahr Pause ging er an das Priesterseminar in Łódź. Am 7. März 1993 schloss er sein Magisterstudium an der Kardinal-Stefan-Wyszyński-Universität Warschau erfolgreich ab. Am 12. Juni 1993 empfing er die Priesterweihe für das Erzbistum Łódź. Anschließend war er als Priester in verschiedenen Pfarreien des Erzbistums tätig. 1996 gab er sein Amt auf.
Er gründete das Unternehmen Glass-Plast, das Produkte aus Kunststoff herstellte. Da das Unternehmen nur langsam vorankam, begann er das 1997 unter dem Pseudonym „Roman Jonasz“ veröffentlichte Buch Byłem księdzem (Ich war Priester) zu schreiben. Da sich kein Verleger fand, beschloss er das Buch selbst zu drucken. Der Verkauf lief schleppend und so brachte er es nach Warschau, um es direkt an den dortigen Großhandel zu verkaufen. Ein Interview mit der Boulevardzeitung Super Express brachte ihm die Aufmerksamkeit der polnischen und sogar der deutschen Presse. Statt der ursprünglich 10.000 Exemplare verkaufte er etwa 600.000. 2000 begann er mit der Herausgabe der antiklerikalen Wochenzeitschrift Fakty i Mity (Fakten und Mythen). Er war mehrere Jahre Mitglied der Sojusz Lewicy Demokratycznej (Bund der Demokratischen Linken) und war 2002 einer der Gründer der Antyklerykalna Partia Postępu RACJA (Antiklerikale Partei des Fortschritts). Bis zum 4. April 2003 war Kotliński ihr Vorsitzender.
Bei den Parlamentswahlen 2011 trat er im Wahlkreis 9 Łódź für die Liste der Ruch Palikota an. Mit 17.720 Stimmen konnte er ein Mandat für den Sejm erringen. 
2016 erhob die polnische Staatsanwaltschaft Anklage, unter anderem wegen versuchter Anstiftung zum Mord an seiner Frau und mehrerer Betrugs- und Unterschlagungsdelikte. 2018 wurde er unter Ausschluss der Öffentlichkeit zu 10 Jahren Haft verurteilt.

## Schriften
- Byłem księdzem. Prawdziwe oblicze Kościoła katolickiego w Polsce. Łódź 1997, ISBN 83-909042-0-9.
- Byłem księdzem. Część 2. Owce ofiarami pasterzy. Łódź 1998, ISBN 83-909042-1-7.
- Byłem księdzem. Część 3. Owoce zła. Łódź 1999, ISBN 83-909042-2-5.
- Księga Jonasza. Wybrane komentarze naczelnego tygodnika Fakty i Mity z lat 2000–2005. Łódź 2005, ISBN 83-916438-1-6.
- Księga Jonasza II. Wybrane komentarze naczelnego tygodnika Fakty i Mity z lat 2006–2010. Łódź 2010, ISBN 83-916438-1-6.